# Stor-Ärga
Stor-Ärga är en sjö i Orsa kommun i Dalarna och ingår i Dalälvens huvudavrinningsområde. Sjön har en area på 0,234 kvadratkilometer och ligger 287,2 meter över havet. Sjön avvattnas av vattendraget Finnsjöån.

## Delavrinningsområde
Stor-Ärga ingår i det delavrinningsområde (680406-145617) som SMHI kallar för Inloppet i Nedre Ivarstjärnen. Medelhöjden är 298 meter över havet och ytan är 5,38 kvadratkilometer. Räknas de 2 avrinningsområdena uppströms in blir den ackumulerade arean 20,62 kvadratkilometer. Finnsjöån som avvattnar avrinningsområdet har biflödesordning 3, vilket innebär att vattnet flödar genom totalt 3 vattendrag innan det når havet efter 406 kilometer. Avrinningsområdet består mestadels av skog (86 procent). Avrinningsområdet har 0,31 kvadratkilometer vattenytor vilket ger det en sjöprocent på 5,7 procent.